# Lazar Ferdinand von Brunetti
Lazar Ferdinand von Brunetti, noto anche come Lazzaro Ferdinando Brunetti in italiano e come Lázaro Fernando Brunetti in spagnolo (Massa, 13 ottobre 1781 – Castelfranco di Sotto, 1847), è stato un diplomatico e nobile italiano naturalizzato austriaco.

## Biografia
Lazar Ferdinand von Brunetti era membro di una nobile famiglia di origini toscane che l'imperatore Francesco I d'Austria elevò al rango comitale nel 1834. Suo padre era Giorgio Ambrogio Brunetti, presidente della camera ducale di Massa e Carrara, e sua madre era Colomba Salvioni.
Dopo aver compiuto i propri studi presso l'Università di Pisa, entrò nel servizio diplomatico del Regno napoleonico d'Italia nel quale nel 1805 era stato integrato il Ducato di Massa (che poco dopo passerà sotto il principato di Lucca e Piombino). Brunetti prestò servizio come segretario nella legazione del regno d'Italia a Napoli, dove regnava il generale Murat, e lì rimase sino alla caduta di Napoleone nel 1814, per poi ritirarsi nella natia Massa, che tornò sotto il dominio della duchessa Maria Beatrice d'Este, restaurata al suo trono dal Congresso di Vienna. Per le sue idee liberali e per le sue simpatie bonapartiste, venne perseguitato dal nuovo governo e finì per esiliarsi definitivamente nella natia Massa. Si portò più volte in visita a Carolina Bonaparte, ex regina di Napoli, sorella di Napoleone e vedova del generale Murat, la quale viveva ritirata in Austria con il titolo di contessa di Lipona; era in buoni rapporti anche col cancelliere Metternich e fu proprio su raccomandazione di quest'ultimo che Brunetti venne infine reclutato nei ranghi della diplomazia imperiale.
Nel 1817 divenne segretario di legazione presso l'ambasciata imperiale a Madrid, divenendo nel 1819 Chargée d'affaires e nel 1823 ne divenne ministro plenipotenziario straordinario durante il periodo di vacanza dell'ambasciatore dal 16 gennaio al 28 maggio di quell'anno, venendo poi confermato in via definitiva. Successivamente venne accreditato anche come ambasciatore presso le Città Anseatiche, in Germania. Dal 1835 al 1838 fu ambasciatore imperiale presso la corte di Torino e dal 1836 ottenne la medesima qualifica anche alla corte ducale di Parma. Divenne ciambellano imperiale e consigliere segreto dell'imperatore Francesco Giuseppe.

## Matrimonio e figli
Nel 1824 sposò María Josefa nata Gayoso de los Cobos y Téllez-Girón, membro dalla nobiltà spagnola, dalla quale ebbe i seguenti eredi:
- Sofia († 1865)
- Cristina (1831-1914), XIII duchessa di Mandas e grande di Spagna dal 1884. Sposò il politico Fermín de Lasala y Collado, deputato, senatore e ambasciatore spagnolo a Londra e a Parigi nonché presidente del consiglio di stato
- Laura († 1914), IV duchessa di Monteagudo dal 1887, sposò il banchiere francese barone Adolphe de Haber.
- Inés († 1925).
- José (1839-1928), XV duca di Arcos e grande di Spagna dal 1892; divenne ambasciatore spagnolo negli Stati Uniti, in Russia e in Italia. Sposò Virginia Lowery, nipote per parte di madre di Levi Woodbury, segretario del tesoro, senatore e governatore del Nuovo Hampshire e giudice del tribunale supremo degli Stati Uniti